# Kostel svatého Mikuláše (Jindřichov)
Kostel svatého Mikuláše v obci Jindřichov (okres Bruntál) je farní kostel postavený v letech 1671–1673 a kulturní památka České republiky.

## Historie
Jindřichov byl založen v roce 1256. Kostel svatého Mikuláše byl vystavěn v letech 1671–1673 majitelem jindřichovského panství Ludvíkem Maxmiliánem z Hodic a jeho manželkou Izoldou Pavlínou, na místě původního středověkého kostela, který byl také zasvěcen sv. Mikuláši. V období 1804–1811 byly prováděny stavební úpravy. V roce 1811 byla střecha pokrytá šindelem, věžní cibulová báň byla kryta plechem. V roce 1844 při požáru byla kompletně zničena šindelová střecha včetně krovů a žárem bylo zničeno (roztaveno) pět zvonů ve věži. Při opravách byla poškozená věž snížená a zastřešena novou střechou. Další opravy následovaly po škodách, které způsobila v průběhu let vichřice. Prováděné stavební úpravy zachovaly původní ráz raně barokního slohu. Kostel patří pod Děkanát Krnov.

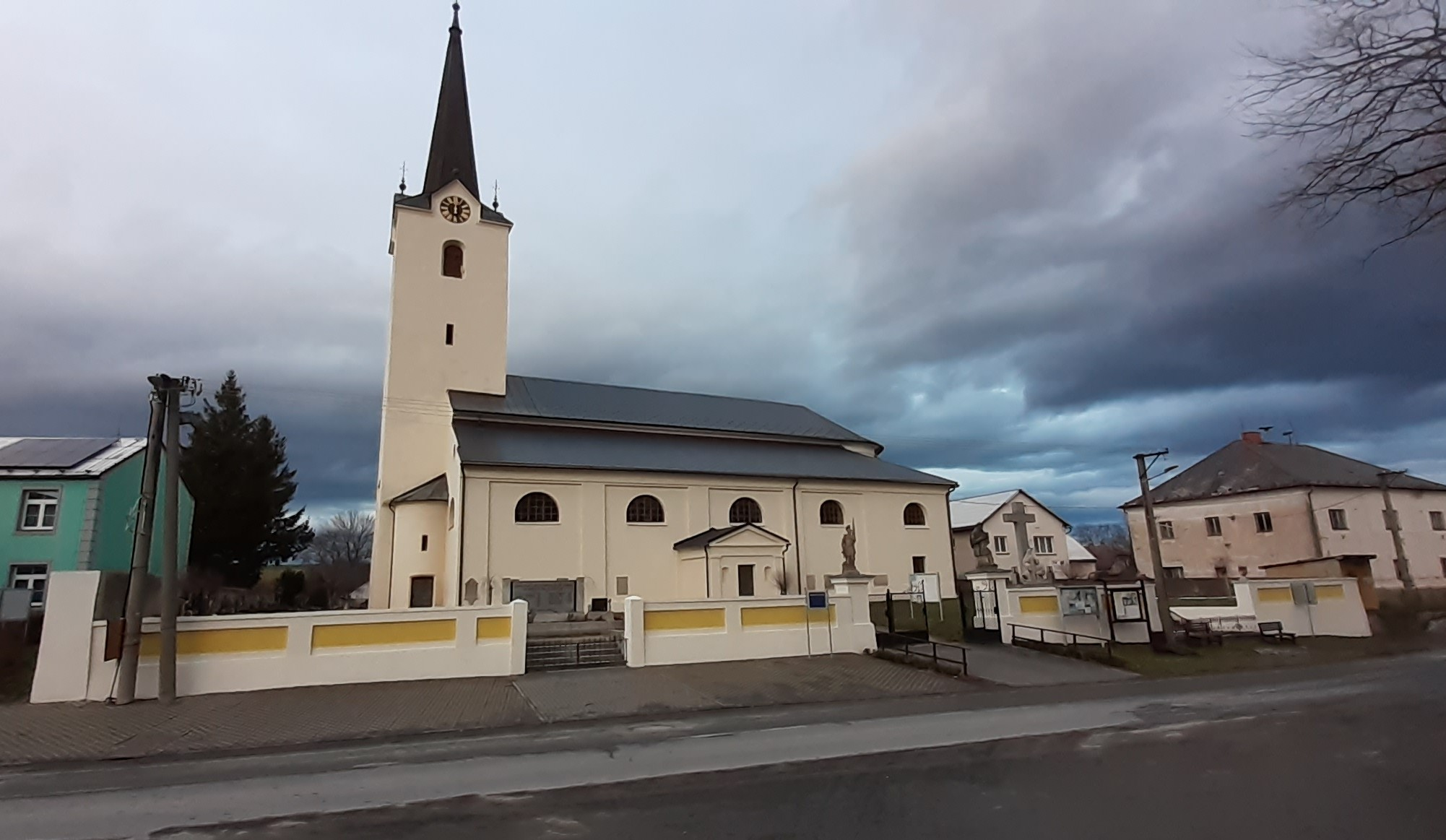
pohled na kostel

Kolem kostela se nachází hřbitov, který byl v roce 1905 rozšířen.

## Popis
Trojlodní raně barokní orientovaný kostel s půlkruhovým závěrem. Bazilikálně koncipované trojlodí. Širší loď převyšuje užší boční lodě a je s nimi vzájemně propojena vysokými půlkruhovými hladkými arkádami.  Ve fasádách bočních lodí byla prolomena termální okna oddělena pilastry. K jižnímu průčelí byla přistavěna přízemní předsíň, do které byl přenesen renesanční epitav dětí Václava Pavlovského.
Termální okna byla i v kněžišti, která byla v polovině 18. století přestavěna do dnešní podoby. Okna byla prolomena do oratoří, na začátku 19. století bylo ve východní oratoři okno zaslepené.

### Věž
Vysoká hranolová věž byla vestavěna do západního průčelí. Jednotlivá patra věže měla prolomena vysoká okna s půlkruhovým záklenkem. Po požáru v roce 1844 byla těžce poškozena a z tohoto důvodu i snížená. V roce 1871 podle plánů architekta Gustava Meretta bylo provedeno nové zastřešení věže. Toto zastřešení v podobě štíhlého jehlanu s vikýři po obvodě kryté plechovou krytinou je zachováno dodnes.
Při rekonstrukci věže v roce 2004 bylo provedeno vyčištění zvonové stolice a zlikvidováno 7,5 tuny holubího trusu odbornou firmou. V roce 2004 byly do vikýřů instalovány a uvedeny do chodu věžní hodiny, které byly zčásti pořízeny z veřejné sbírky občanů Jindřichova.
Pro obnovu fasády, nových omítek, opravu říms a dalších prací v roce 2015 bylo vypsáno Římskokatolickou farností v Jindřichově výběrové řízení v hodnotě 821 860 Kč (včetně DPH). Opravy provedla firma Stavby LENDO z Krnova. V roce 2016 byla na opravu krovu a střechy severní boční lodi včetně oprav říms stanovena částka 1 122 569 Kč (včetně DPH). Opravu zajišťovala firma TESLICE CZ s.r.o., Vsetín.

### Interiér
Hlavní loď byla oddělena vítězným obloukem od půlkruhového kněžiště. Po stranách kněžiště se nacházejí symetricky situované sakristie s oratořemi v patře, které byly otevřeny půlkruhovou arkádou do kněžiště. Do roku 1690 bylo trojlodí a kněžiště nezaklenuto. V letech 1690–1691 byla hlavní loď a kněžiště zaklenuto valeně s výsečemi, boční lodě byly zaklenuty křížovou klenbou. V období přestavby let 1804–1811 byly zalomené schody na oratoř v jižní sakristii nahrazeny vřetenovými, které byly umístěny v severovýchodním rohu. Ke konci 18. století byl pořízen tabernákl hlavního oltáře a pro jižní loď boční oltář s obrazem Madony s dítětem. Interiér byl v 19. století upraven do novobarokní podoby. Do severní lodi byl pořízen boční oltář se sochou svatého Jana Nepomuckého a dva menší oltáře Božského srdce Panny Marie a Ježíšova. V roce 1895 byly pořízeny nové varhany. V průběhu 20. století byly zaslepeny venkovní dveře do jižní sakristie a vchod do jižní předsíně bočního vstupu. Kamenná podlaha ve všech lodích byla nahrazena umělým kamenem (teraco).

### Zvon
Byl ulit roku v roce 1842 olomouckým zvonařem Wolfgangem Straubem. Zvon nese dva nápisy, první na krku zvonu, kde jsou též reliéfy Jana Křtitele a sv. Martina na koni a druhý na věnci zvonu. V kostele byly původně ještě další čtyři zvony, které se ovšem nedochovaly.